# Dawn Olivieri
Dawn Olivieri (Saint Petersburg, 8 febbraio 1981) è un'attrice ed ex modella statunitense.

## Biografia
Nasce a Saint Petersburg, in Florida, frequenta la Seminole High School e la University of South Florida grazie ad una borsa di studio. Nonostante volesse intraprendere la carriera di veterinaria, decide di seguire il suo sogno e dedicarsi alla recitazione. Inizia la sua carriera come modella e, nel 2009, debutta come personaggio ricorrente nei panni di Lydia nella quarta stagione di Heroes dove appare per 16 episodi.
Partecipa ad altre serie televisive come True Blood, How I Met Your Mother, Veronica Mars ed Entourage. Nel 2011 recita nel telefilm The Vampire Diaries nei panni di Andie Star, una giornalista che muore nel primo episodio della terza stagione.. È parte del cast di House of Lies a partire dal primo episodio della prima stagione. Interpreta Monica, la ex-moglie del protagonista.

## Filmografia

### Cinema
- Devil's Den, regia di Jeff Burr (2006)
- Paradise Lost, regia di Kyle Schickner (2010)
- Dozers, regia di Don Adams e Harry James Picardi (2010)
- Drop Dead Gorgeous, regia di Philip Alderton (2010)
- Boy Toy, regia di Christie Will (2011)
- American Hustle - L'apparenza inganna (American Hustle), regia di David O. Russell (2013)
- Plush, regia di Catherine Hardwicke (2013)
- Supremacy - La razza eletta (Supremacy) , regia di Deon Taylor (2014)
- The Last Witch Hunter - L'ultimo cacciatore di streghe (The Last Witch Hunter), regia di Breck Eisner (2015)
- Bright, regia di David Ayer (2017)
- Nella tana dei lupi (Den of Thieves), regia di Christian Gudegast (2018)
- Darc (Darc), regia di Julius R. Nasso (2018)

### Televisione
- Las Vegas – serie TV, episodio 3x15 (2006)
- Veronica Mars – serie TV, episodio 2x15 (2006)
- How I Met Your Mother – serie TV, episodi 2x04-3x14 (2005-2006)
- Stargate Atlantis – serie TV, episodio 5x18 (2008)
- Xtra Credit, regia di Marty Weiss – film TV (2009)
- Trust Me – serie TV, episodio 1x01 (2009)
- Knight Rider – serie TV, episodi 1x01-1x14 (2008-2009)
- Hydra - L'isola del mistero (Hydra), regia di Andrew Prendergast – film TV (2009)
- My Boys – serie TV, episodio 3x09 (2009)
- Entourage – serie TV, episodio 6x09 (2009)
- Cold Case - Delitti irrisolti (Cold Case) – serie TV, episodio 7x02 (2009)
- Heroes: Slow Burn – webserie, 5 webisodi (2009)
- Heroes – serie TV, 16 episodi (2009-2010)
- True Blood – serie TV, episodio 3x04 (2010)
- Avengers - I più potenti eroi della Terra (The Avengers: Earth's Mightiest Heroes) – serie TV, episodi 1x01-1x06-1x08 (2010) - voce
- Le regole dell'amore (Rules of Engagement) – serie TV, episodio 5x11 (2010)
- Californication – serie TV, episodio 4x12 (2011)
- The Vampire Diaries – serie TV, 5 episodi (2011)
- House of Lies – serie TV, 41 episodi (2012-2016)
- Lucifer – serie TV, episodi 1x04-1x05 (2016)
- SEAL Team – serie TV, 6 episodi (2018)
- The Hot Zone - Area di contagio (The Hot Zone) – serie TV, 4 episodi (2021)
- 1883, regia di Taylor Sheridan, Ben Richardson e Christina Alexandra Voros – miniserie TV, puntate 1-2 (2022)
- Yellowstone – serie TV, 10 episodi (2022-2024)
- NCIS: Hawai'i – serie TV, episodio 2x10 (2023)

## Doppiatrici italiane
Nelle versioni in italiano delle opere in cui ha recitato, Dawn Olivieri è stata doppiata da:
- Chiara Colizzi in The Last Witch Hunter - L'ultimo cacciatore di streghe, House of Lies, SEAL Team, The Hot Zone - Area di contagio, NCIS: Hawai'i
- Claudia Catani in Nella tana dei lupi, 1883
- Alessandra Tulli in How I Met Your Mother
- Valentina Mari in Cold Case - Delitti irrisolti
- Giuppy Izzo in The Vampire Diaries
- Alessandra Korompay in Lucifer
- Myriam Catania in Bright
- Gabriella Borri in Yellowstone

Da doppiatrice è stato sostituito da:
- Stefania Rusconi in Call of Duty: Black Ops 6